# 高爪山
高爪山（たかつめやま）は、石川県の羽咋郡志賀町と輪島市の境にある山。能登半島中央西端部にあたる。
その山容から「能登富士」と呼ばれる。他の別名として、笠山、金龍山、大福寺山、鷹爪山、洞ヶ岳、嶽山など。

## 概要
高爪山は、麓や海上から良く見え、能登中央部に住む人々信仰の対象や航海の目標とされてきた。
山頂には高爪神社の本殿が鎮座する。
麓の大福寺集落に鎮座する高爪神社には国指定の重要文化財である「六神宮懸仏」がある。建治元（1275）年と記された円形木板彩画は六枚一組をなしている。神社の前身は大明神で、本地は十一面観音である。昔は他に五社を擁して六社宮と呼ばれ、別当を大福寺としていた。
山頂一帯は「高爪山遺跡」という近世の遺跡とされている。
「高爪山遺跡」の遺構の大部分は、山頂の本殿と北東に延びる尾根上にあり、堀切や土塁が確認でき、寺社関連の遺跡と考えられる。山頂の本殿の西側約2mのところに方柱形板碑が立っている。
国道249号線沿いには高爪神社の大きな鳥居があったが、2007年春の能登半島地震で崩壊した。
山頂からは西・北に日本海、東に能登の丘陵地帯、南に酒見川と大福寺集落が見える。
山頂から山腹にかけて、ケヤキ、エノキ、タブノキ、ヤブニッケイなど常緑広葉樹、落葉樹の混合樹林となっている。
山域の地質は花崗岩類からなり、飛騨変成岩および船津花崗岩に属する。